# Bisaltes bimaculatus
Bisaltes bimaculatus är en skalbaggsart som beskrevs av Aurivillius 1904. Bisaltes bimaculatus ingår i släktet Bisaltes och familjen långhorningar. Inga underarter finns listade.